# Sonchamp
Sonchamp is een gemeente in het Franse departement Yvelines (regio Île-de-France) en telt 1559 inwoners (2005). De plaats maakt deel uit van het arrondissement Rambouillet.

## Geografie
De oppervlakte van Sonchamp bedraagt 46,5 km², de bevolkingsdichtheid is 33,5 inwoners per km².
De onderstaande kaart toont de ligging van Sonchamp met de belangrijkste infrastructuur en aangrenzende gemeenten.

## Demografie
Onderstaande figuur toont het verloop van het inwonertal (bron: INSEE-tellingen).